# Grumman F-14 Tomcat
Grumann F-14 Tomcat este un avion de interceptare din aviația ambarcată a marinei militare a SUA. A fost scos din serviciu în 2006.

## Specificații tehnice (F-14D Super Tomcat)

### Caracteristici generale
- Echipaj: 2
- Lungime: 18,6 m (61 ft 9 in)
- Anvergură: 64 ft întins, 38 ft în săgeată (19 m / 11.4 m)
- Înălțime:  (4.8 m)
- Profil aerodinamic: NACA 64A209.65 mod rădăcină, 64A208.91 mod extremități
- Greutate (gol): 19,000 kg (42,000 lb)
- Greutate încărcat: 28,000 kg (61,000 lb)
- Greutate maximă la decolare: 32,805 kg (72,900 lb)
- Motor: 2× General Electric F110-GE-400 turboventilator cu postcombustie, 13,810 lbf fără postcombustie, 27,800 lbf cu postcombustie (72 kN / 126 kN)  fiecare

### Performanțe
- Viteză maximă: Mach 2.34 la altitudine, 1,544 mph (2,485 km/h)
- Rază de luptă: 576 mi (927 km)
- Plafon de serviciu: 50,000+ ft (16,000+ m)
- Viteză ascensională: 45,000+ ft/min (230+ m/s)

### Armament
13,000 lb (5,900 kg) de muniție, inclusiv:
- Tunuri: 1× M61 Vulcan 20 mm Tun Gatling
- Rachete ghidate:
  - Aer-aer: Rachete aer-aer AIM-54 Phoenix, AIM-7 Sparrow și AIM-9 Sidewinder
- Configurații de luptă:
  - 2× AIM-9 + 6× AIM-54 (Rar folosit din cauza stresului produs de greutate)
  - 2× AIM-9 + 2× AIM-54 + 3× AIM-7 ( Cel mai folosit in timpul Razboiului Rece)
  - 2× AIM-9 + 4× AIM-54 + 2× AIM-7
  - 2× AIM-9 + 6× AIM-7
  - 4× AIM-9 + 4× AIM-54
  - 4× AIM-9 + 4× AIM-7
  - 2x AIM-9 + 2x AIM-54 + 2x AIM-7

- Bombe: GBU-10, GBU-12, GBU-16, GBU-24, GBU-24E Paveway I/II/III LGB, GBU-31, GBU-38 JDAM, Mk-20 Rockeye II, Mk-82, Mk-83 și Mk-84

### Avionică
- * Radar Hughes AN/APG-71
- AN/ASN-130 INS, IRST, TCS